# Orvis

Logotyp

Orvis är en av världens äldsta tillverkare av fiskeredskap. Firman startades 1856 i Manchester, Vermont i USA. De är kända för sina vackra splitcanespön som fortfarande tillverkas enligt gamla traditioner, och har en egen flugfiskeskola.